# سد ماریکو-بوسولد
سد ماریکو-بوسولد (به لاتین: Marico-Bosveld Dam) یک سد در آفریقای جنوبی است که در شمال غربی (استان آفریقای جنوبی) واقع شده‌است.